# سمندغان
سمندغان (بالإنجليزية: Samandegan)‏ هي قرية تقع في قسم كبوتر سرخ الريفي (مقاطعة تشادغان) في إيران. يقدر عدد سكانها بـ 594 نسمة .